# グラント・ウィザース
グラント・ウィザース（Grant Withers、1905年1月17日 - 1959年3月27日）は、アメリカ合衆国の俳優。

## 出演作品
- 最後の駅馬車
- 最後の決断
- 怪船シー・ホーネット
- アパッチ砦
- リオ・グランデの砦
- 西部の無法男
- 西部を駆ける勇者
- 地獄の銃火
- 剣なき闘い
- 土曜日の乙女
- 激流恋をのせて